# Birgitta Bengtsson
Birgitta Kristina Bengtsson (Mölnlycke, 16 de mayo de 1965) es una deportista sueca que compitió en vela en la clase 470. 
Participó en los Juegos Olímpicos de Seúl 1988, obteniendo una medalla de plata en la clase 470 (junto con Marit Söderström).
Ganó una medalla de oro en el Campeonato Mundial de 470 de 1988 y dos medallas en el Campeonato Europeo de 470, en los años 1987 y 1988.

## Palmarés internacional
| \| Juegos Olímpicos \| Juegos Olímpicos \| Juegos Olímpicos \| Juegos Olímpicos \| \| Año \| Lugar \| Medalla \| Clase \| \| ------------------ \| -------------------- \| ----------------- \| ---------------- \| \| 1988 \| Seúl (Corea del Sur) \| Medalla de plata \| 470 \| \| Campeonato Mundial \| \| \| \| \| Año \| Lugar \| Medalla \| Clase \| \| 1988 \| Haifa (Israel) \| Medalla de oro \| 470 \| \| Campeonato Europeo \| \| \| \| \| Año \| Lugar \| Medalla \| Clase \| \| 1987 \| Lysekil (Suecia) \| Medalla de bronce \| 470 \| \| 1988 \| Quiberon (Francia) \| Medalla de plata \| 470 \| |                      |                   |       |
| Juegos Olímpicos |                      |                   |       |
| Año | Lugar                | Medalla           | Clase |
| 1988 | Seúl (Corea del Sur) | Medalla de plata  | 470   |
| Campeonato Mundial |                      |                   |       |
| Año | Lugar                | Medalla           | Clase |
| 1988 | Haifa (Israel)       | Medalla de oro    | 470   |
| Campeonato Europeo |                      |                   |       |
| Año | Lugar                | Medalla           | Clase |
| 1987 | Lysekil (Suecia)     | Medalla de bronce | 470   |
| 1988 | Quiberon (Francia)   | Medalla de plata  | 470   |